# Haliha
Haliha (kinesiska: 哈里哈乡, 哈里哈) är en socken i Kina. Den ligger i provinsen Hebei, i den norra delen av landet, omkring 270 kilometer norr om huvudstaden Peking. Antalet invånare är 7 860. Befolkningen består av 3 902 kvinnor och 3 958 män. Barn under 15 år utgör 18,0 %, vuxna 15-64 år 72 %, och äldre över 65 år 8,0 %.
Genomsnittlig årsnederbörd är 590 millimeter. Den regnigaste månaden är juni, med i genomsnitt 158 mm nederbörd, och den torraste är januari, med 2 mm nederbörd.